# 나라구치역
나라구치역(일본어: 那良口駅)은 일본 구마모토현 구마군 구마촌에 위치한 규슈 여객철도 히사쓰 선의 철도역이다. 단선 승강장 1면 1선의 구조를 갖춘 지상역이다.

## 역 주변
- 국도 제219호선
- 구마강

## 역사
- 1910년 6월 25일 : 화물 전용으로서 일본 철도성이 개설. 당시의 소속 노선은 가고시마 본선.
- 1913년 3월 11일 : 일반 여객 취급 개시.
- 1927년 10월 17일 : 선로 명칭 개정. 히사쓰 선의 역이 됨.
- 1973년 4월 1일 : 화물 취급 폐지로 인해 무인화.
- 1987년 4월 1일 : 일본국유철도 분할 민영화에 의해, 규슈 여객철도가 승계.

## 인접 역
| 히사쓰 선            | 히사쓰 선   | 히사쓰 선          |
| -------------------- | ----------- | ------------------ |
| 잇쇼치 야쓰시로 방면 | ■ 히사쓰 선 | 와타리 하야토 방면 |